# 東九龍智慧綠色集體運輸系統
東九龍智慧綠色集體運輸系統（英語：Smart and Green Mass Transit System in East Kowloon），前稱東九龍線，是香港政府於《鐵路發展策略2014》倡議興建的其中一個新鐵路項目，為一條行走於東九龍觀塘半山的高架捷運線。有關路線的內容與於1970年提出的同名方案大為不同，因此上述路線為一個全新提出的獨立方案。

## 概述
擬建的東九龍綫為一條高架捷運路線，而當中藍田北至油塘東一段以隧道興建，具體採用技術未定。全綫將設有彩雲、順利、順安、秀茂坪、寶達、馬游塘及藍田北七個中途站，主要服務觀塘北部的居民，並連接港鐵既有的彩虹站及油塘站。

## 歷史
早在政府提出正式路線諮詢前，早有不少民間意見建議開設類近路線的方案，以彌補港鐵取消屯馬綫慈雲山站及東九龍北部人口增長下的交通壓力。

### 觀塘北線
2013年3月，即檢討及修訂《鐵路發展策略2000》第二階段諮詢前後，運輸及房屋局就鐵路規劃諮詢觀塘區議會。多名在席議員提出「觀塘北線」的概念，希望能夠在秀茂坪道及安達臣道增設鐵路站服務居民，惟路政署官員因著消防及緊急疏散的可行性而表明方案不可行。
2014年4月，有關方案被重新提出，而該方案中「觀塘北線」將連接油塘站與鑽石山站。

### 鐵路發展策略2014
2014年9月17日，香港政府宣佈鐵路網絡直至2031年的發展規劃，建議新增七個鐵路項目，而其中一項為東九龍綫。相關走綫為所有項目中唯一一個首次提出的項目，成本造價亦最為昂貴。由於方案未曾於過往的鐵路發展諮詢中提及，所以令不少地區人士感到意外，亦被質疑存在政治動機，為當時控制觀塘區議會的建制派提供可作標榜的政績。政府則指出區議會早前提出的走線與政府建議並不相同，沒有顧及山勢方面的技術問題。
住在沿線地區之市民普遍歡迎政府提出初步方案，期望可以紓緩有關地區的公共交通過份倚賴小巴和巴士，而造成於繁忙時間需要長時間等候，以及將來有大型屋邨落成時加重交通負荷的問題。
9月18日，西貢區議會交通及運輸委員會召開討論有關鐵路的會議。區議員林少忠提出無約束力的臨時動議，要求當局在擬建路線中增設康景站，經修訂後獲得通過，但當局沒有為此作出回應。他表示將軍澳康景區包括康盛花園、景明苑及翠林邨，亦有景嶺書院、香港中文大學專業進修學院以及職訓局青年學院將軍澳分校，但過去30多年一直缺乏足夠公共交通支援，質疑政府是次規劃未有照顧居民需要。9月21日，學者熊永達亦建議路線可以延伸至香港科技大學，改善西貢區整體交通問題。

### 高架捷運方案
2022年10月，有消息指政府經過研究後，認為東九龍綫重鐵方案不可行，計劃興建一個「高架無軌捷運系統」，取代原有方案。方案參照中國大陸的無軌電車，但走線改為不往將軍澳，只會來往彩虹至秀茂坪一帶，中途站包括彩雲、順安、順利、順天及秀茂坪等。
2023年1月3日，工聯會就東九龍綫興建計劃進度約見運輸及物流局副局長廖振新。鄧家彪引述政府稱，項目名為高架無軌捷運系統，以柱躉式高架橋興建，不會採用隧道，預計會以輕鐵模式的智軌「ART」或汽車模式的公交系統「BRT」營運，內有專用通道，路線全長不足5公里，或由政府全資撥款興建，料今年中公布可行性研究報告。當局表示，「ART」列車可以載客二百多名乘客，而「BRT」則可載客百多名乘客，兩者共有兩卡車，設彩虹東、彩雲、順利、順安及寶達五個車站，預計全程行車時間約10分鐘。
2023年10月19日，消息指政府打算以高架捷運模式興建東九龍綫，並且會公開招標，或會將興建和營運以聯營模式分開讓有興趣企業參與，不一定由單一企業包攬。方案至彩虹站，與年初提出的方案相若。一星期後，行政長官李家超在2023年《施政報告》中，正式確認以高架捷運方式興建東九龍綫。有關統籌及設計工作將由政府負責，並擬於2024年內招收意向書。2023年12月13日，運輸及物流局發表《香港主要運輸基建發展藍圖》，稱東九龍線計劃在2034至2038年落成。2024年6月12日，政府向立法會申請東九龍綫的勘查及設計撥款。2024年7月22日，路政署與顧問團隊簽署東九龍綫的勘查研究、設計及建造顧問合約，計劃2024年下半年邀請供應商和營運商交意向書並於2033年或之前竣工。
2025年1月，政府表示擬加設藍田北站，服務藍田山上居民，並將順安站移至靠近基督教聯合醫院的位置，並於4月22日確定，同時預留通往慈雲山的可能。觀塘區議會有議員表示走線離秀茂坪邨較遠，而路政署則表示走線需要考慮周邊地區居民。2025年6月20日，方案刊憲，全長7公里，共設9個車站，車廠設於馬游塘山坡，彩虹東站與油塘東站將分別設置行人通道連接彩虹站和油塘站。

## 建議中的車站及接駁路綫
| 站名                       | 站名                       | 所在行政區域               | 接駁路綫                   | 接駁路綫                   | 通車日期                   |
| 東九龍智慧綠色集體運輸系統 | 東九龍智慧綠色集體運輸系統 | 東九龍智慧綠色集體運輸系統 | 東九龍智慧綠色集體運輸系統 | 東九龍智慧綠色集體運輸系統 | 東九龍智慧綠色集體運輸系統 |
| -------------------------- | -------------------------- | -------------------------- | -------------------------- | -------------------------- | -------------------------- |
| 彩虹東                     | 彩虹東                     | 黃大仙區                   | 彩虹站                     | 觀塘綫                     | 未定                       |
| 彩雲                       | 彩雲                       | 黃大仙區                   | -                          | -                          | 未定                       |
| 順利                       | 順利                       | 觀塘區                     | -                          | -                          | 未定                       |
| 順安                       |                            | 觀塘區                     | -                          | -                          | 未定                       |
| 秀茂坪                     |                            | 觀塘區                     | -                          | -                          | 未定                       |
| 寶達                       |                            | 觀塘區                     | -                          | -                          | 未定                       |
| 馬游塘                     | 馬游塘                     | 西貢區                     | -                          | -                          | 未定                       |
| 藍田北                     | 藍田北                     | 觀塘區                     | -                          | -                          | 未定                       |
| 油塘東                     | 油塘東                     | 觀塘區                     | 油塘站                     | 觀塘綫 將軍澳綫            | 未定                       |
| 论 编                      |                            |                            |                            |                            |                            |

## 外部連結
- （繁體中文）鐵路發展策略2014 （页面存档备份，存于）
- 香港鐵路大典上的相关条目：東九龍綫 (2014年方案)
- 東九龍智慧綠色集體運輸系統工程項目簡介 （页面存档备份，存于）